# 朱麗蘭
朱 麗蘭（しゅ りらん、1935年8月 - ）は、中華人民共和国の官僚、政治家、科学者。上海市出身。元中華人民共和国科学技術部部長、第10期全国人民代表大会教育科学文化衛生委員会主任委員。中国共産党第14期中央候補委員、第15期中央委員。

## 経歴
原籍は浙江省呉興県で、1935年8月に上海市に生まれた。1955年に上海中西女中を経て、1961年にオデッサ大学高分子物理化学学科を卒業。
1961年に帰国し、中国科学院化学所や研究員を務めた。1986年、中華人民共和国国家科学技術委員会常務副主任に就任。1991年1月、党組副書記を兼務。1993年5月、党組書記に昇格。1995年、国務院学位委員会の委員に就任。1996年3月、国家科技領導小組成員に就任。1998年3月、中華人民共和国科学技術部部長に任命。2001年3月、第9期全国人民代表大会常務委員会委員に補選される。2003年3月、第10期全国人民代表大会教育科学文化衛生委員会主任委員に選出される。2008年3月に退任し、政界から引退した。

## 栄典
- 国際欧亜科学院院士